# 고자시
고자시(コザ市)는 오키나와현에 설치되었던 시이다.